# ワードプロセッサ

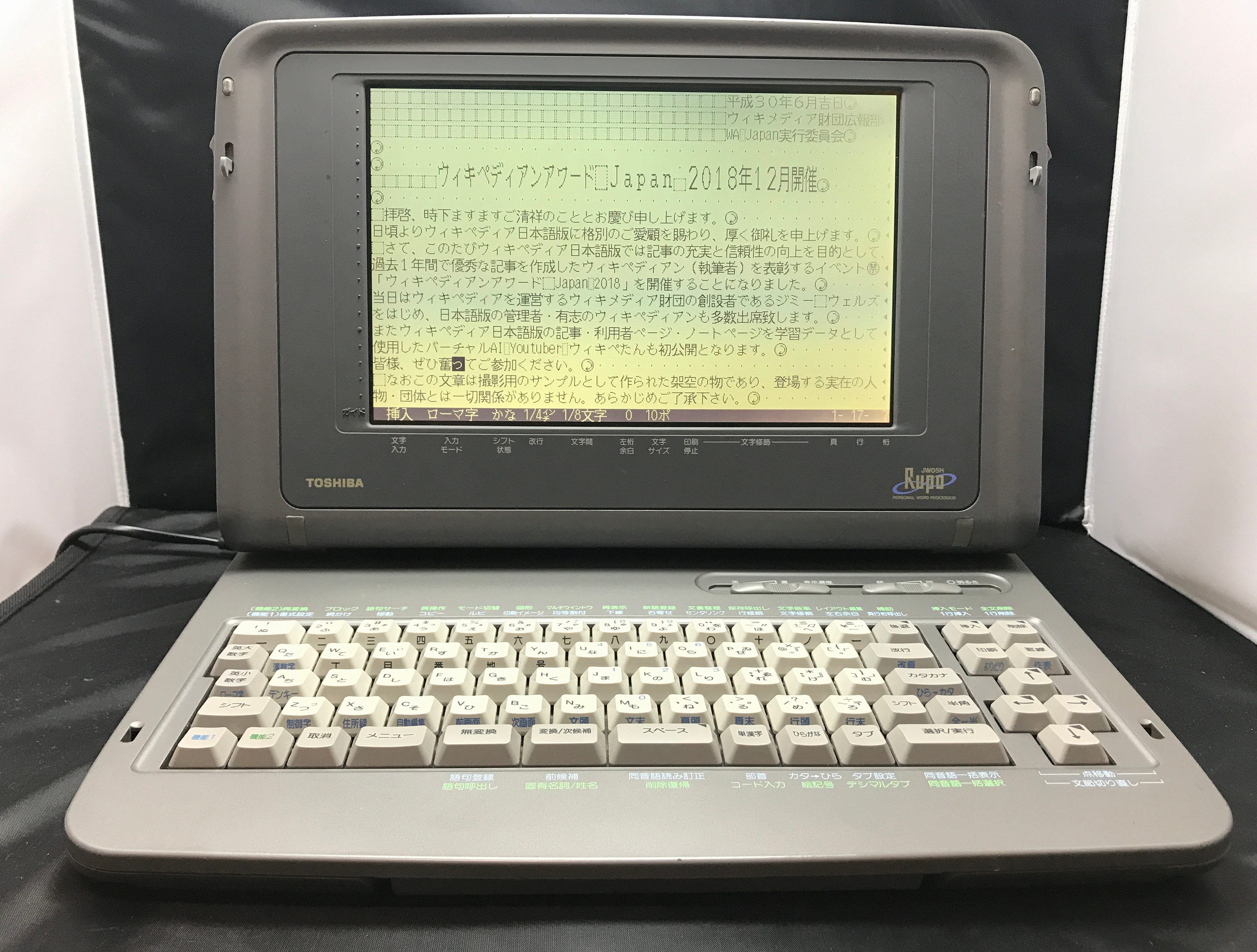
東芝Rupo JW05H（1992年11月発売）

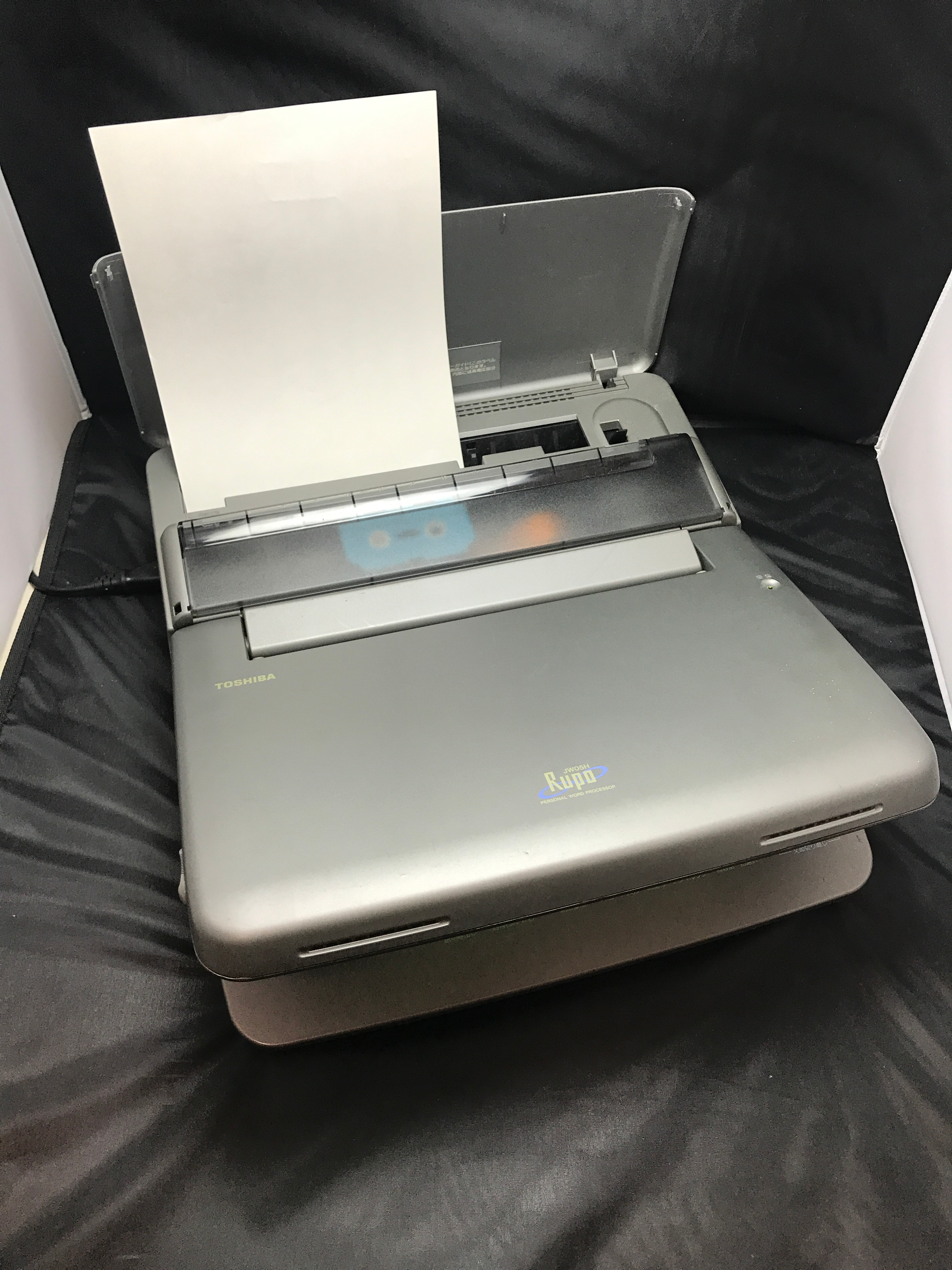
東芝Rupo JW05Hの上面

ワードプロセッサ（英: Word processor、文書作成編集機）は、コンピュータで文章を入力、編集、印刷できるシステムである。一般的な略称は「ワープロ」。ワープロ機能専用コンピュータとして商品開発された「ワープロ専用機」と、汎用的なパーソナルコンピュータで動作する「ワープロソフト」（Microsoft Word、一太郎など）がある。この記事では主に前者の「ワープロ専用機」を扱う。

## ワープロ専用機の歴史

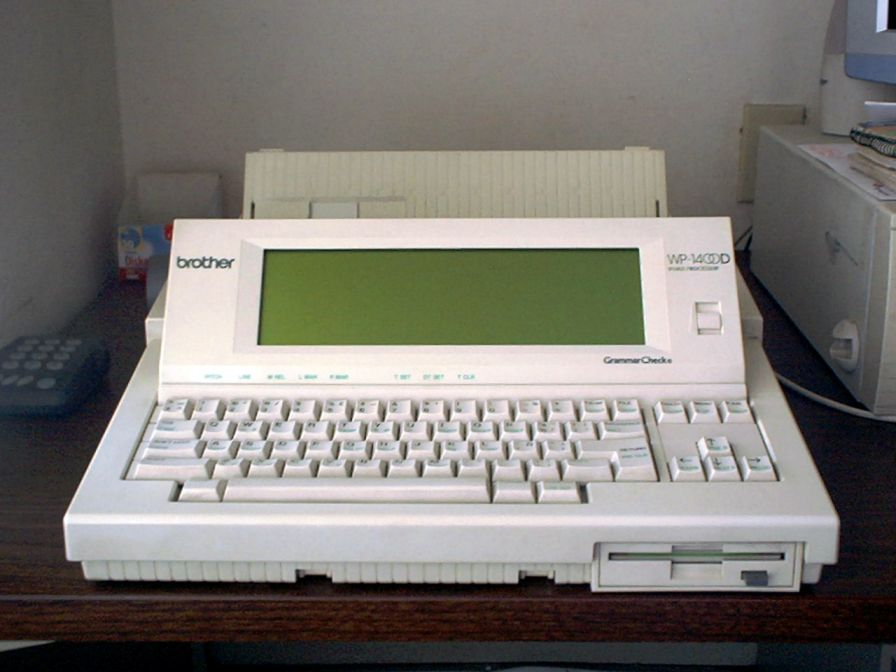
英語用ワープロ専用機「Brother WP-1400D」

### 日本語処理の問題

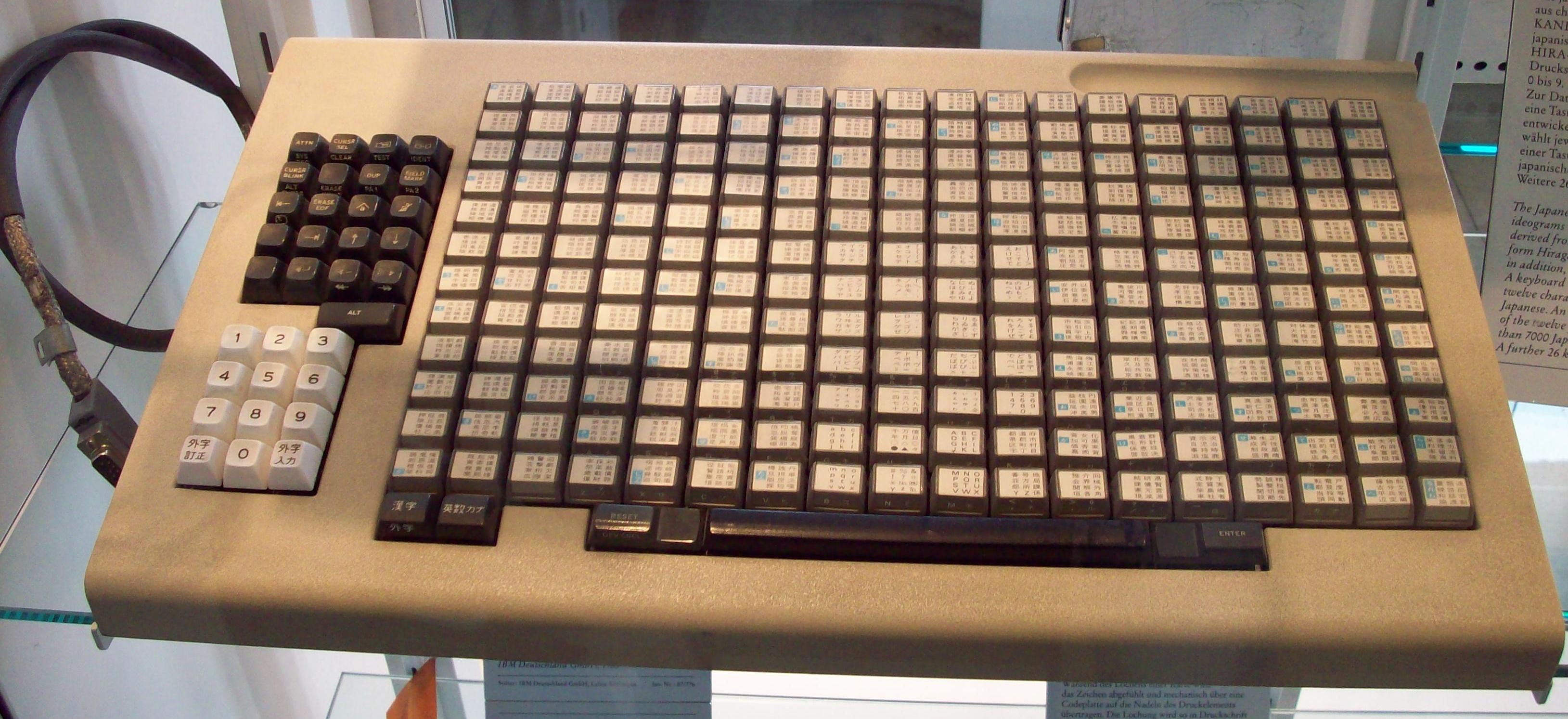
かな漢字変換を用いない日本語入力用キーボードの一例。一つのキーが漢字12文字に対応しており、複数種類のシフト（多段シフト）で選択する。写植機などで採用されていた。

文章を入力し、活字で印字するシステムとして、ラテン文字を用いる地域ではタイプライターが利用されていたが、日本語ではアルファベットだけでなくかなや漢字も使うため、欧文タイプライターのように個別のキーの押下が印字ヘッドの運動に変換される機構では文字数が大幅に不足していた。日本語用の和文タイプライターも存在したが、1000以上の文字が並んだ盤面から目的の文字をひとつずつ検索して拾い上げる必要があり、操作方法が煩雑で熟練技能を必要とした。このため小規模印刷にはタイプライターではなくガリ版が多用された。
20世紀半ばにコンピュータが発明され、小型化･低価格化が進む過程で、文章の作成への応用が行われた。手書きやガリ版に対して字体が統一されており、タイプライターに比べても修正・推敲が容易であることが利点となる。ラテン文字圏では使用される文字が英数字に若干の記号を加えた程度で処理が可能なため、比較的容易にワードプロセッサが作られた。世界初のワードプロセッサは、1964年（昭和39年）のIBM MT/STで、その後もワング・ラボラトリーズ社などからいくつか英文ワープロ専用機が登場した。しかしラテン文字圏ではタイプライターで間に合うことから高価なワープロ専用機の必要性が少ないため、タイプライターから直にパソコンのワープロソフトへ短期間で移行したことが多く、ワープロ専用機はそれほど普及しなかった。
一方日本では、アルファベットより複雑な字形の印刷、漢字入力の方式策定という課題があったため、開発が困難であったが、登場するとたちまち受け入れられた。そのため20世紀日本では多くの場合、手書き・ガリ版→ワープロ専用機→パソコンでのワープロソフトとタイプライターを経ないで移行が行われた。
さらに、インターネットが普及していない時代であったために紙印刷する必要があり、印刷機の歴史もこれに追随することとなる。

### 日本語ワープロ専用機の誕生
1977年（昭和52年）、シャープが試作機を開発、5月のビジネスシヨウに出品した。なお、後に商品化したモデル（WD-3000）ではかな漢字変換は実装されていなかった。

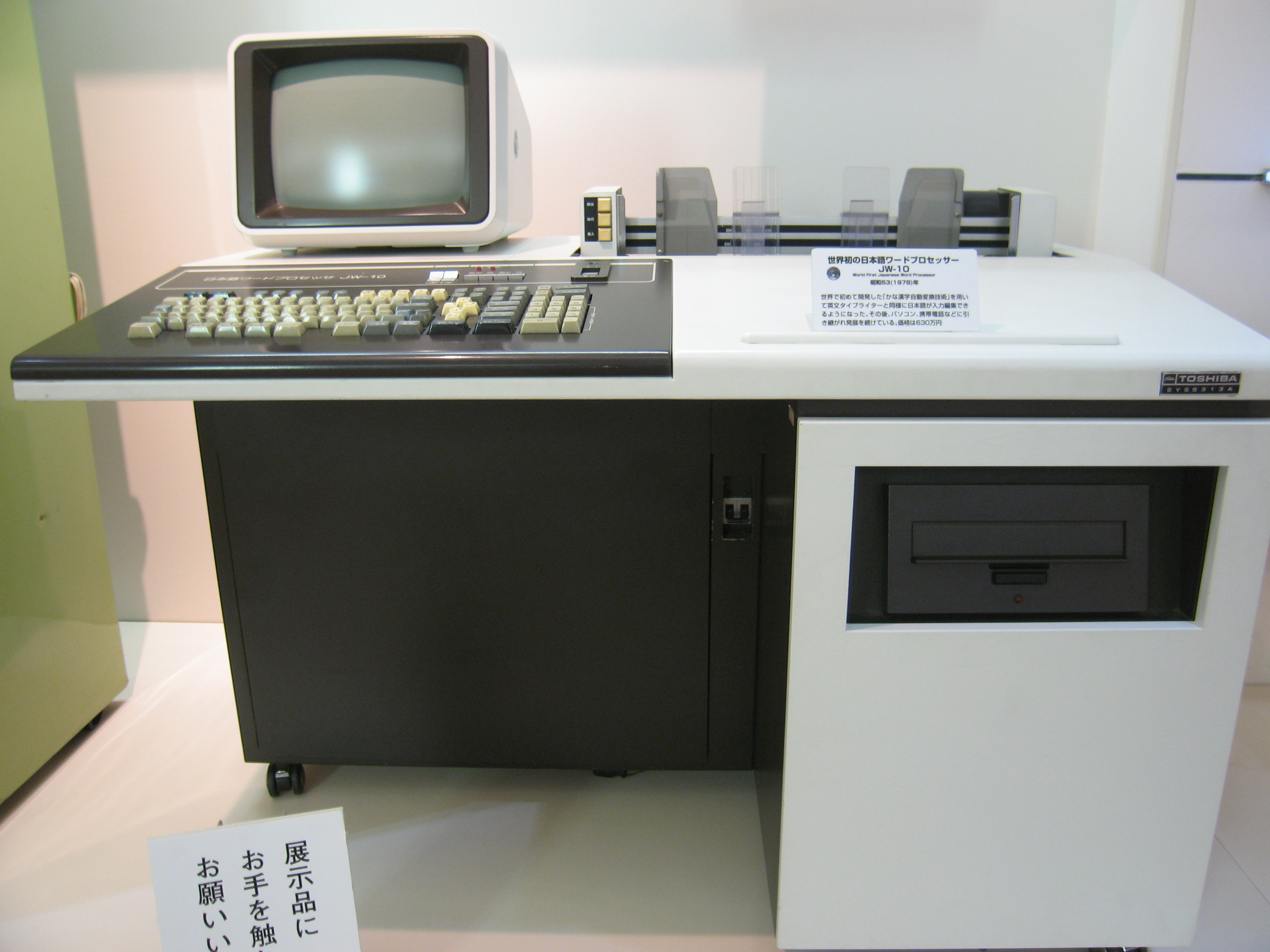
世界初の日本語ワープロ、東芝 JW-10（1979年2月発売　東芝未来科学館所蔵）

1978年（昭和53年）、東芝が初の日本語ワードプロセッサJW-10を発表した。これはワープロ専用機で、発売価格は630万円であった。この発明は電気・電子技術における歴史的な業績として、2008年にIEEEマイルストーンに認定された。
日本語版の実現には、かな文字を入力し、その読みから候補となる漢字を選択する、コンピュータによるかな漢字変換の仕組みが開発されたことがあった。当初から構文解析を行い、文節単位、熟語単位の変換が可能となっており、同音語の学習機能も備えていた。かな漢字変換機構は、単に日本語ワードプロセッサ専用機の実用化だけではなく、汎用コンピュータに限らず電子手帳や携帯電話等の電子機器も含めた、広い意味でのコンピュータによる日本語利用を普及させるための核心となる技術であった。
1979年（昭和54年）3月、沖電気が OKI WORD EDITOR-200 を発表。キーボード入力を採用し、漢字入力は1字ごとに変換する方式であった。音読みでかな入力すると同じ読みの漢字がリスト表示され、その中から入力したい文字を選択するかたちである。
同年9月、シャープが書院WD-3000を発表。キーボード入力・かな漢字変換ではなく、タッチペン方式であった。キーボードの方が能率がいいのはわかっていたが、「キーボードアレルギー」対策だとのことである。

### 「ワープロ」の普及
翌1980年（昭和55年）より電機メーカー、事務機メーカーなどが次々と日本語ワープロ市場に参入し、競争により価格も下がり、大手企業への導入が進んだ。同年に平均単価200万円だったワープロの価格は、1985年（昭和60年）には16.4万円と劇的に下がった。なお古瀬幸広によれば「ワープロ」の略称が一般に普及したのは、1982年に関取の高見山を起用した富士通のワープロ「マイオアシス」のコマーシャルとしている。同年5月6日(NEC文豪NWP-11N発表の4日前)に富士通が発表したマイオアシスの価格は75万円であった。

### パーソナルワープロブーム
1985年（昭和60年）のビジネスシヨウでカシオが59,800円のカシオワードHW-100を披露し衝撃を与え、それに対してキヤノンが49,800円のPW-10Eを出して追随するなどワープロは一気に低価格化し、マスコミには「電卓戦争の再現」として取り上げられるようになった。ソニー、セイコーエプソンなどの企業も参入し、パーソナルワープロブームとなった。
1980年代後半には、ワープロ専用機は、持ち運びが可能な大きさまで小型化されたパーソナルワープロとして、中小企業や個人への導入が始まった。

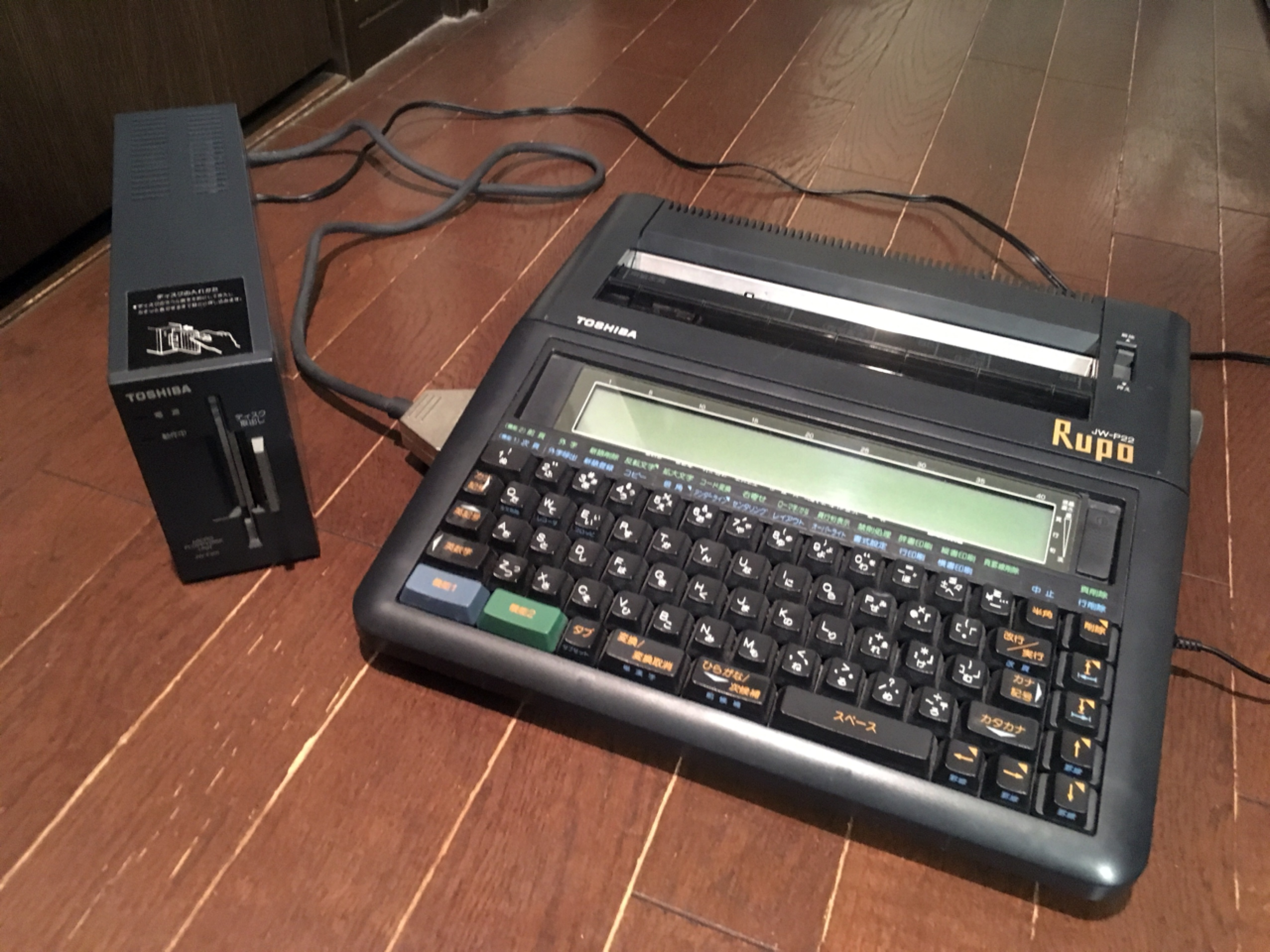
東芝Rupo JW-P22(K)（1986年3月発売）と、別売のマイクロフロッピーディスクユニット JW-F201

この頃の個人向けパーソナルワープロは、本体にキーボードに一体化されたプリンタと数行程度の液晶表示パネルを備える専用機であり、文章の作成、校正、編集、印刷などの機能を持つだけであった。機械の性能が向上するに連れて、液晶表示パネルの表示行数が増加し文書全体のレイアウトを把握しやすくなり、また印字機能の発達により明朝体のみだった印刷フォントもゴシック体や毛筆体など種類が増え、写植に匹敵するような高精細な印字が可能となった。さらには図形の描画・絵文字・はがき印刷（表面・裏面）や、カード型データベース・住所録・表計算・パソコン通信などの付加機能も搭載されているものが増え、テキストの処理に関しては当時のパーソナルコンピュータ（パソコン）と同等以上の高機能となった。
また、1980年代にはこれら個人向け製品の流れとは別に、ビジネス用途としてワークステーションに漢字処理機能が搭載されパーソナルワープロ同様の機能に加え様々な組版機能が盛り込まれた物が登場する。これらの多くは企業内での文書作成の写植システムとして活用され、パーソナルワープロとは別の道を歩むこととなった。
その一方でパーソナルコンピュータには漢字ROMが搭載され、BASIC（当時はオペレーティングシステム (OS) も兼ねていた）でも漢字を使用することができるようになり、安価なワープロソフトやプリンタが登場するに至った。この後、パソコンの代表機種であるPC/AT互換機で漢字ROM無しに漢字処理ができるようになり、パソコンの普及は加速するに至る。1988年にDIMEが紙面企画としてメーカー各社（NEC、Canon、シャープ、東芝、富士通、松下電器）にワープロ専用機とパソコンの関係について質問状を送ったが、全社が併存する残るという回答をしている。なおパソコンも生産していたNECは、ハードウェアなどの共通性から片方が消えても名称が変わっただけ、という趣旨の回答もしている。

### ワープロ専用機の生産終了
1990年代に入ると画面が白黒からカラー液晶へと進化を見せる部分があるものの、パソコンやワープロソフトの低価格化、安価なパソコン用高性能プリンターの登場などによりシェアを奪われ、普及し始めたインターネットへのアクセスも悪かったため、その売れ行きは落ちた。出荷台数は1989年（平成元年）、出荷金額は1991年（平成3年）をピークに漸減し、ワープロ専用機の世帯普及率も1998年（平成10年）をピークに急低下、1999年（平成11年）にはついにパソコンの売上がワープロ専用機の売上を逆転した。
2000年（平成12年）2月にシャープが「書院」シリーズの「WD-CP2」を発表したのを最後に新機種は出なくなり、2003年（平成15年）9月末に同機種と「WD-VP3」「WD-MF01」の3機種が生産中止となったことにより、ワープロ専用機は全社で製造を終了した。企業内での文書作成も、一般のビジネスソフトと市販プリンタで代替されていき姿を消した。
ワープロ専用機で作られた多くの文書資産をどうパソコンに移行させるかは、多くの企業にとって悩みの種だった。とりわけ専用機は罫線や振り仮名などで各社独自の工夫でデータ処理していた。パソコン側のソフトウェアでも変換機能を搭載したものもあるが、罫線や各社の絵文字、記号などは変換することはできず、また同じメーカーでも機能の多様化で処理方法が変化したりしており、本文のテキスト化がせいぜいといった程度であった。このため、各社ともにワープロの終焉とともにパソコンでの再現性を高め、データを移行させるためのソフトウェアの開発が求められた。それは必ずしも完全な復元を約束したものではなかったが、それなりに再現でき、一定の役割を果たした。
「Power書院」・「Rupo Writer」・「キヤノワードJ for Windows」、またIMEとして「Rupo ACE」が発売されていたが、いずれも販売を終了している。2018年時点でも未だ「OASYS V10」のみ開発・販売が続けられていたが、2020年9月30日を以て個人向けの販売が終了し、法人向けもそれに続く。サポートは2023年まで継続される。リコーでは2009年にワープロ専用機のシステムFDコピーおよび文書コンバートサービスが、さらに 2017年にはお問い合わせ窓口の対応が終了した。

### 生産終了後の諸問題
ワープロ専用機を支持する熱心なユーザーも多く、中古機市場での相場が上昇したこともある。21世紀に入ってからもオークションなどでは連日のように状態を問わず取引されている。その反面、ワープロ専用機の利用者は積極的にインターネットでの情報交換を行わない傾向が強い。レトロゲームや万年筆のような骨董品的価値を見出す動きもそれほど無いため、既に動態状態かつ付属品が全て揃っている資料的価値の高いのものが絶滅してしまったと思われる機種も出始めている。
ワープロ専用機のユーザーが根強くいる理由には、1960年代中期までに生まれた世代には慣れ親しんだワープロ専用機への愛着が強いこと、小説家、翻訳家など文筆業などで連続稼働をしてもクラッシュを起こさない作業環境の高い安定性と快適さ、キーボードの品質の高さ、ネットワーク経由での情報漏洩を懸念している現場、昭和～バブル家電の収集愛好家からの支持などである。
さらに、ワープロ専用機は必要な機能が本体ハードウエアに一体化されており電源を入れるだけですぐ使えること、パソコンのような色々な操作やパッチ（フィックス）適用などがほぼ不要なことが挙げられる（逆に言えば7桁郵便番号への対応などが殆どの機種で行えない）。
インクリボンや印字用紙の生産終了（TYPE-W型のインクリボン採用機など）、押入れや屋根裏部屋、ロフト、床下収納、車庫、物置など高温多湿下の劣悪な保管環境による液晶パネルの画面焼け（ビネガーシンドローム、システムディスクの破損）、システムディスク原本の破損や紛失（劣化やカビ、著作権法の制約による修理不能問題）、乾電池を抜かずに保管した結果として電池の液漏れによるメイン基板の破損、メーカーからの一部修理業者に対する訴訟リスクによる廃業、ベルトドライブ方式のフロッピーディスクドライブの補修部品供給終了、フロッピーディスク媒体の入手性低下、用紙送りノブの破損、プリンタのローラのゴムの劣化、修理費の高騰などにより年々維持が難しくなりつつあるのが実状である。
ワープロの製造・修理サポートが終了以後は、修理専門の業者が既存で残った製品の部品から使えるものを選び出し、壊れた製品のそれと交換するかたち（いわゆるニコイチ修理）でしのいでいる。
なお、大昔のワープロでインターネットサイトを閲覧しようとしてもその後登場した技術・規格に対応していないため、しっかり表示できるのはインターネット黎明期に誕生したサイトやテキストサイト程度である。2018年、ねとらぼが1997年のワープロでインターネットに接続したところ、Googleの通常検索と画像検索は使えるが地図検索は使用不能、ニュースサイトは閲覧できるがレイアウトが大きくずれる、さらにニコニコ動画などの動画サイトは動画ウィンドウが表示されないなど、実用に堪えず、「まともなブラウジングはできません」「無間地獄」と評している。なお当時の一般的なワープロでは、CPUが現代のものと比べると圧倒的に低性能であるため、液晶ディスプレイはモノクロ16階調で、画面解像度はVGA（640×480）以下、処理速度の問題からの動画再生には対応できず、インターネット閲覧機能を持っている機種も一部の高級機に限られていた。

### その後のワープロ
21世紀に入ってからも、書いた文書をその場ですぐサーマルプリンターで印刷して利用できる、場所を選ばずに印刷して相手に手渡したり推敲ができる、ラベルシールプリンターとして手軽に使用できるなどの部分があるため、2000年代後半からスマートフォン・タブレットの技術を応用して作られた、年賀状印刷に特化した液晶・キーボード付きのフォトプリンタ（CASIO　プリン写ル・EPSON　年賀状 宛名達人等）や、プレーンテキストの入力に特化したポメラなど、ワープロのコンセプトを取り入れた製品が発売された。

## ワープロ専用機の特徴

ビットマップフォントのギザギザを斜めに自動補完する、ワープロ専用機に特徴的な印刷イメージ

1980年代、デジタル文房具として急速な普及を見せたワープロは、従来の手書き、あるいは和文タイプによる文書作成にはない特長を備えていた。また、パーソナルコンピュータの普及が始まっていた時代であったが、専用機としての利点によって一定の商品性があった。以下にそれらをあげる。
- いわゆるオールインワン製品であること。特に出力（印刷）に関して、パソコン用プリンタで漢字を扱うには当時は色々と難しさがありコスト高であったが、ワープロからの出力に特化したスペックを持つ内蔵プリンタを持っていることは高い利点であった。
- 専用機は電源を投入して即文章を書き始められるものが多い。（ある程度の起動待ち時間が必要な物、メニューでワープロ機能を選ぶものもある）。
- キーボード入力に熟達すればかなり高速かつ少ない労力で文書作成が可能。
- 五十音入力キーボード機の提供。
- カナから漢字に変換することが出来るため、難しい漢字を辞書に頼ることなく使用できる。
- 文字、行、段落の挿入、削除、複写、移動が容易に出来る。また、行や段落に依存せず、指定した範囲（表計算ソフトの範囲指定にあたる機能を文字単位で実行）の操作も可能。
- 文章をフロッピーディスクなどの記憶媒体に保存し、再編集が可能。
- 熱溶融型の熱転写プリンタ[注釈 6]を内蔵し、誰にでも読みやすい活字書体（明朝体のビットマップフォント）での出力が可能。（手書きと比較して）
- 仮名遣いの間違いや漢字の誤字を減らせる。
- 任意の単語を変換辞書に登録できる。
- デフォルトでは使用できない文字・記号を作字でき、またそれを外字として登録できる。
- 長文の中から任意の文字列を検索・置換できる。
- フォント指定や飾り、文字の大きさなどの修飾・強調が可能（ただし、80年代初期の機種にはほとんど搭載されていなかった機能ではある）。
- 簡易な図形の描画ができる。
- 単色のインクリボン（黒・赤・青・白・金・銀など）を複数使用した、多色刷りのカラー印刷ができる。
- OHPシート・官製はがきなどの特殊紙に印刷できる。

これらのほか、さらに次のような機能をもつ機種もあった。
- はがきの宛名書きなどを住所録を利用して半自動化できる。
- 表を容易に作成でき、その表からグラフも作成できる。
- 目次の自動作成・アウトライン編集が可能。
- 外字として登録された絵文字を、挿絵の代用として使用できる。
- データベース・家計簿・ゲーム（テトリス・倉庫番等）・プログラミング言語の搭載。
- アウトラインフォントの搭載。
- 複数の書体（ゴシック体・丸ゴシック体・勘亭流・行書体など）の搭載。
- 親指シフト・新JIS配列・M式など、特殊な配列のキーボード。
- スーパーディスクドライブ搭載。
- タッチパネル・タッチペン・マウス等のポインティングデバイス搭載。
- バーコードリーダーを使って、専用のサンプルデータ集からイラストを取り込み。
- スキャナを利用した写真データ取り込み、OCR機能。
- デジタルカメラから、記録メディアやケーブル経由で画像データ取り込み。
- TV・ビデオ映像入力機能。
- 内蔵モデムを使用したインターネットやパソコン通信の利用・FAXの送信。
- イーサネット経由(NetWare)による文章やプリンタの共有。
- 作成文書のスペルチェック・自動校正。
- MS-DOS形式のプレーンテキストの読み書き、一太郎形式のテキストファイルの書き出し。
- 別売りのシートフィーダを接続することで、ロール紙・連続帳票に印刷したり、印刷用紙を大量に供給できる。
- ACアダプタを本体に内蔵。

以上のような特長は今となってはワープロ独自の機能とはいえないが、その多くはワープロ専用機で培われた機能であり、パソコンでの文書作成が主流となった現在でも、日本語文書の編集にまつわる多くの機能は、ワープロ専用機をベースにしたものとなっている。

## ワープロ専用機の主な機種
- OASYS（富士通）
- 書院、SERIE、アイプリメーラ（シャープ）
- 文豪（NEC）
- Rupo、TOSWORD（東芝）
- キヤノワード、ワードボーイ（Canon）
- スララ、パナワード、U1シリーズ（パナソニック）
- ダーウィン、カシオワード、ポストワード、クレモナ（カシオ計算機）
- サンワード、ワープロ博士（三洋電機）
- ワードパル、mine、With Me（日立製作所）
- 文作 (JDL)
- ヒットビットワード、プロデュース、シリーズ35（ソニー）
- ピコワード（ブラザー工業）
- ワードバンク（セイコーエプソン）
- ワープロエース（ミノルタ）
- マイリポート、リポート（リコー）
- レターメイト（沖電気）
- レタコン（ぺんてる）
- ワーディックス（横河電機）
- タカラ Dear シリーズ[注釈 7]
- KOEI ワープロセット[注釈 8]

## ワープロ文書の変換と保存
ワープロソフト、ワープロ専用機で作成した文書はファイルとして保存する。ワープロ専用機はファイルを2DD、2HDなどのフロッピーディスク、オーディオカセットテープ（初期のパーソナル機のみ）、ハードディスク（一部機種）、S-RAMカードに保存するが、各社のワープロ専用機のフロッピーディスクの文書フォーマットも統一されていない状態で普及した。唯一、NECのみはフロッピーディスクのフォーマットを、パソコンのPC-9800シリーズ（MS-DOS使用時）と共通化していた。
さらに文書ファイルの内部はワープロソフトによってそれぞれ独自の形式になっている。このようなことからワープロソフト間、ワープロ専用機とパソコンのワープロ間でファイルを交換するには専用の文書ファイル・コンバータが必要である。そのために、「リッチテキスト・コンバータ」などのソフトも発売されていた。また、OASYS LX-9000 など後期の機種には文章コンバータが標準搭載されているため、そちらを利用することで各社形式から一太郎形式などへ変換することも可能である。ただし、カセットテープで記録されたものに関しては当時の実機材と専用オプションが必要になる。また、リコー・マイリポート JPシリーズでは変換用のソフトが存在せず、メーカー公式のデータ変換サービスも終了しているため新たに中古で入手する場合は注意が必要である。変換方法の存在しない機種での文書変換には実機での印刷後にOCR処理でPDFまたはテキストへ変換する必要がある。
次のような裏技もある。ワープロ専用機の全盛時代には、パソコン用ワープロソフト市場は、ジャストシステムの一太郎シリーズやマイクロソフトのワードが存在感をみせていた。このため、ワープロ専用機では、一太郎形式やワード形式には対応するものも多い。そこで、たとえば、書院形式からオアシス形式に変換する場合、書院で「書院形式」→「一太郎形式」でMS-DOSフロッピーディスクに文書を保存し、このFDを今度はオアシスで「一太郎形式」→「オアシス形式」に読み込めば、ある程度書式や罫線を維持したまま、異なるワープロ専用機の間で受け渡しをできた。
利用環境が限定されるが、FAXモデム搭載機であれば、 変換ソフトが無くてもISDNターミナルアダプタなど内線接続用アダプタを間に挟むことで、内線に接続されているFAXまたは複合機経由での印刷や PDF, jpeg, png などの汎用画像形式への変換（テキスト化にはOCR処理と修正作業が必要）、さらに複合機の機種によってはePub形式による電子書籍化、メールでの送信、スマートフォンでの閲覧やネットへの公開が可能である。内線であるため通話料は掛からない。
FAXを使用する方法は内蔵プリンタの故障・修理不能や消耗品の供給終了に怯えたり、故障の度に高額な修理費を用意する必要がなく、豊富に流通している入手性の良い中古複合機やFAX専用機を安価に活用できる。欠点として、はがきなど特殊用途の印刷は対応していない、解決策としては環境構築が煩雑であり、やや特殊な機材が必要になるため、レガシー技術についての知識と経験のある技術者の支援・指導が必要である。なお、ワープロ専用機側のFAXソフトウェアによっては内線の使用は不可能であるため、事前に説明書などで確認と検証が必要である。